# Thyene tamatavi
Thyene tamatavi es una especie de araña saltarina del género Thyene, familia Salticidae. Fue descrita científicamente por Vinson en 1863. Habita en Madagascar.